# Санкции против Северного Кипра

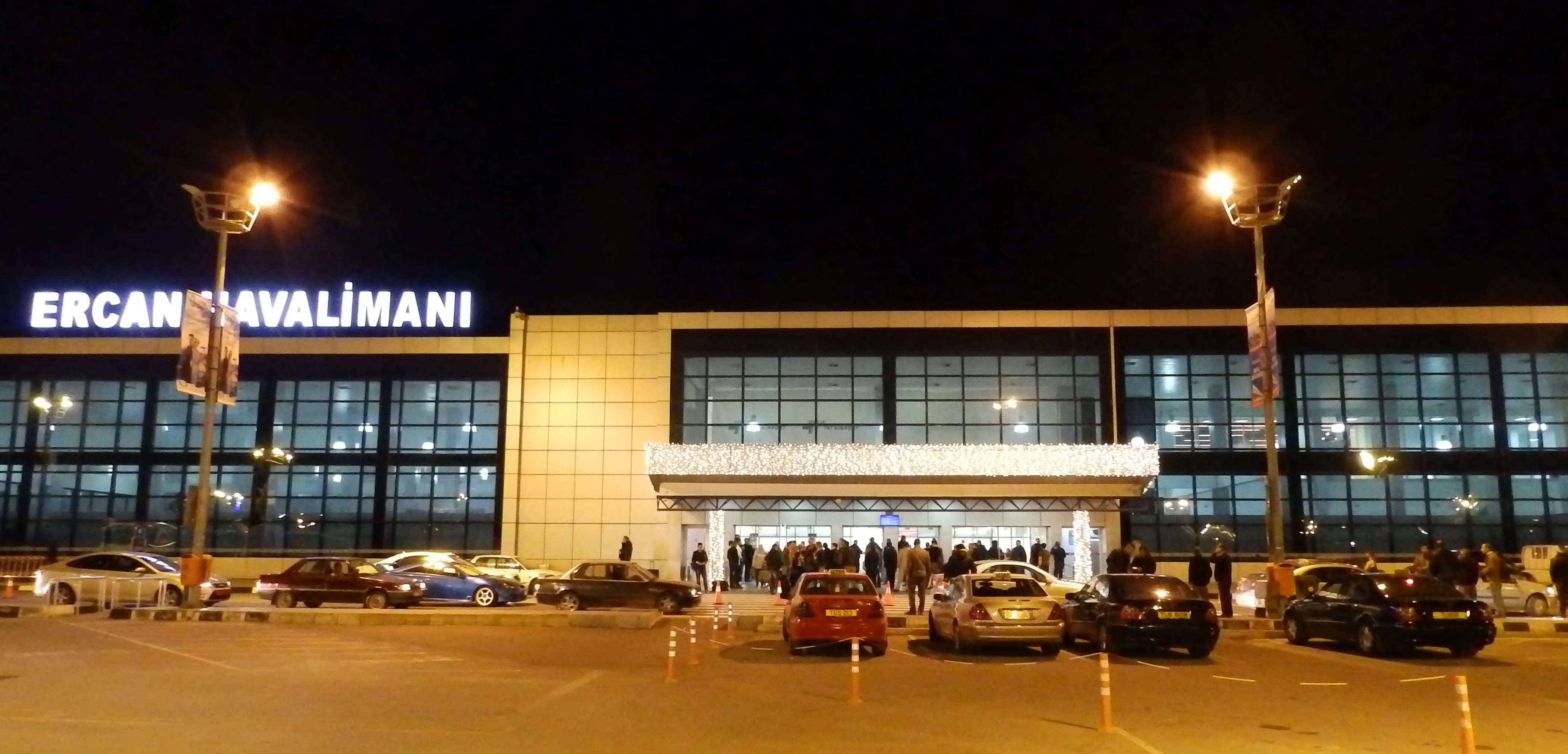
Международный аэропорт Эрджан: из-за санкций международные рейсы здесь могут осуществляться только через Турцию

Международные санкции против Северного Кипра в настоящее время действуют в нескольких областях. Экономическое эмбарго по отношению к Северному Кипру поддерживается Организацией Объединённых Наций, а его применение Европейским союзом соответствует решению Европейского суда, принятого в 1994 году.
Северный Кипр, государственное образование, признанное исключительно Турцией, находится под жёстким эмбарго с момента своего одностороннего провозглашения независимости в 1983 году. Санкции против Северного Кипра активно продвигаются греками-киприотами. Среди организаций, которые отказываются иметь дело с общиной турок-киприотов, можно назвать Всемирный почтовый союз, Международную организацию гражданской авиации и Международную ассоциацию воздушного транспорта. Экономическое эмбарго значительно усугубилось после решения Европейского суда в 1994 году, когда сертификаты на продукты питания, выданные Северным Кипром, были признаны неприемлемыми для Европейского Союза. Экспорт товаров и полёты с Северного Кипра осуществляются через Турцию. Турки-киприоты также сталкиваются с санкциями в сфере спорта и культуры; их команды не могут проводить международные матчи, их спортсмены не могут участвовать в международных соревнованиях, если только они не представляют другую страну, многие музыканты и музыкальные группы отказываются выступать в Северном Кипре.

## Экономическое эмбарго

### Становление эмбарго

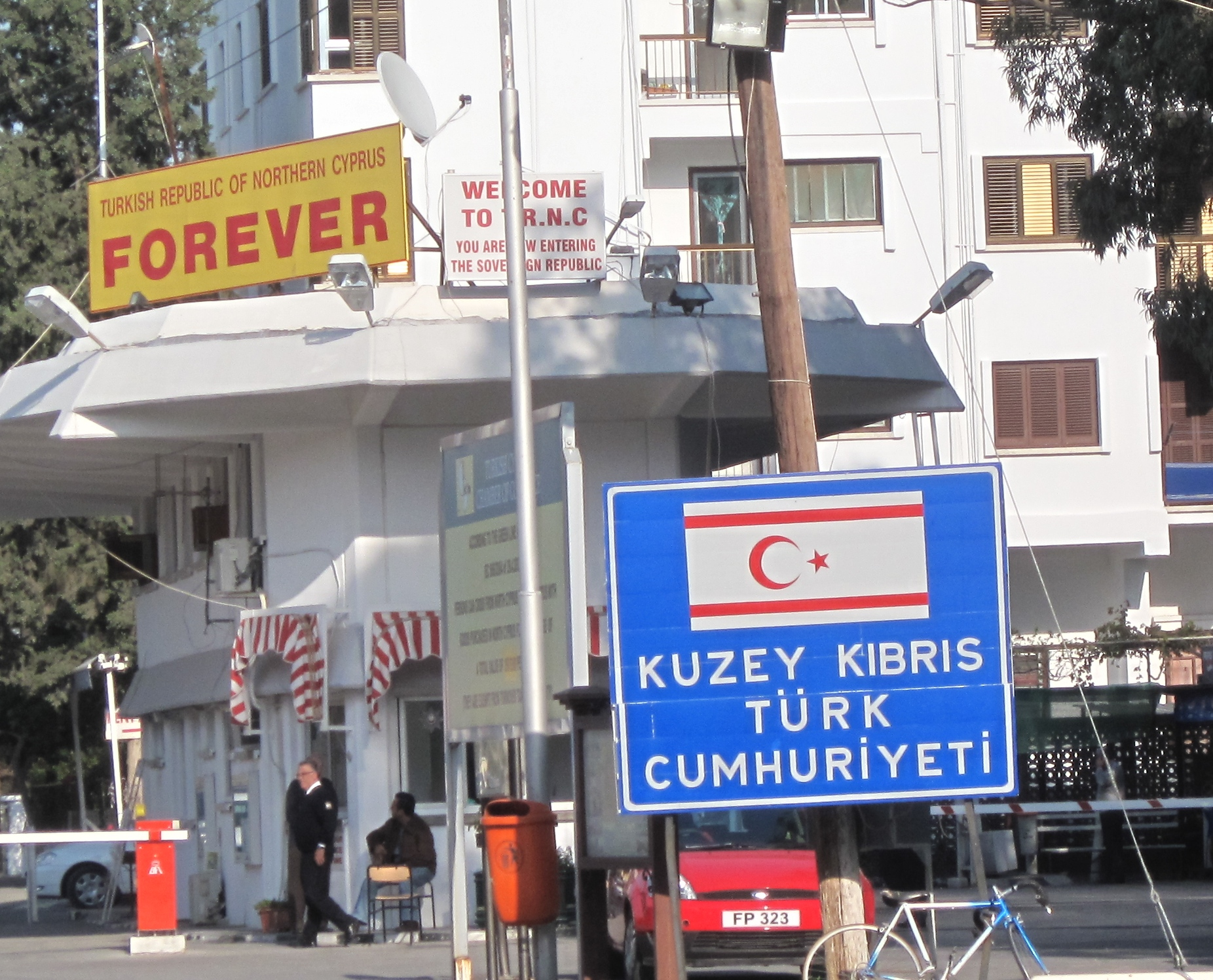
Перекресток Ледра Палас: торговля через «зеленую линию» технически возможна, но считается нецелесообразной

После турецкого вторжения на Кипр в 1974 году оставшаяся под контролем правительства Республики Кипр южная часть острова получила значительные субсидии от международного сообщества на развитие своей экономики. Северный Кипр, тем временем, получал помощь только от Турции и очень мало ― со стороны международного сообщества. Это привело к разрыву в экономическом развитию по сравнению с югом и экономической зависимости от Турции. Экономическое эмбарго препятствует притоку иностранной наличности в ТРСК, поскольку внешний спрос сдерживается, а использование иностранных сбережений за счет заимствований и притока капитала становится невозможным. Эмбарго также ограничило развитие туристического сектора.
До 1994 года Великобритания, Германия и некоторые другие европейские страны принимали продукты питания из ТРСК, включая цитрусовые, ввозимые напрямую. Хотя соглашение 1972 года предоставило доступ на европейский рынок товарам из Республики Кипр, это соглашение было истолковано как применимое ко всему острову, и Торговая палата турок-киприотов начала выдать сертификаты со старыми печатями Кипра, а не ТРСК. В 1983 году после заявления ТРСК, Республика Кипр изменила свои печати и уведомила Европейский Союз и его государства-члены о том, что должны приниматься лишь товары под сертификатами с новыми марками, происходящие с территории, находящейся под контролем  правительства Республики Кипр. Однако Совет Европы вновь заявил, что обе стороны должны в равной степени выиграть от такого соглашения, и товары турок по-прежнему импортируются напрямую. Министерство сельского хозяйства Великобритании выступило с заявлением о том, что «сертификаты турок-киприотов ничем не хуже сертификатов греков-кипиротов».
В 1992 году группа греков-киприотов из числа производителей цитрусовых подала в суд на Министерство сельского хозяйства Великобритании, и дело было передано в Европейский суд. Европейский суд вынес решение против принятия товаров турок-киприотов и, таким образом, фактически ввёл эмбарго против Северного Кипра. Это решение подверглось критике за то, что Европейский суд вышел за рамки своих полномочий и ускорил введение эмбарго, которое должно вводиться только политическими органами. Это решение также облагало товары из ТРСК дополнительной пошлиной в размере не менее 14%, и грузы были немедленно возвращены из европейских стран, что нанесло серьезный ущерб экономике ТРСК.

### После плана Аннана
После непринятия плана Аннана для Кипра греками-киприотами Европейский Союз пообещал ослабить санкции в отношении Северного Кипра, включая открытие портов, но они были заблокированы Республикой Кипр. Технически турки-киприоты могут экспортировать в мир свои товары через « зеленую линию», но для этого требуется одобрение Республики Кипр и прохождение тяжёлых бюрократических процедур, поэтому турки отказываться от такого рода посредничества.
В 2000-х и 2010-х годах многие мировые компании открылись для Северного Кипра через Турцию, что было воспринято турками-киприотами как форма нормализации отношений. Однако турки-киприоты могут получить доступ к мировому рынку только как потребители, но не как производители, и этот доступ по-прежнему зависит от Турции.

## Транспортное эмбарго

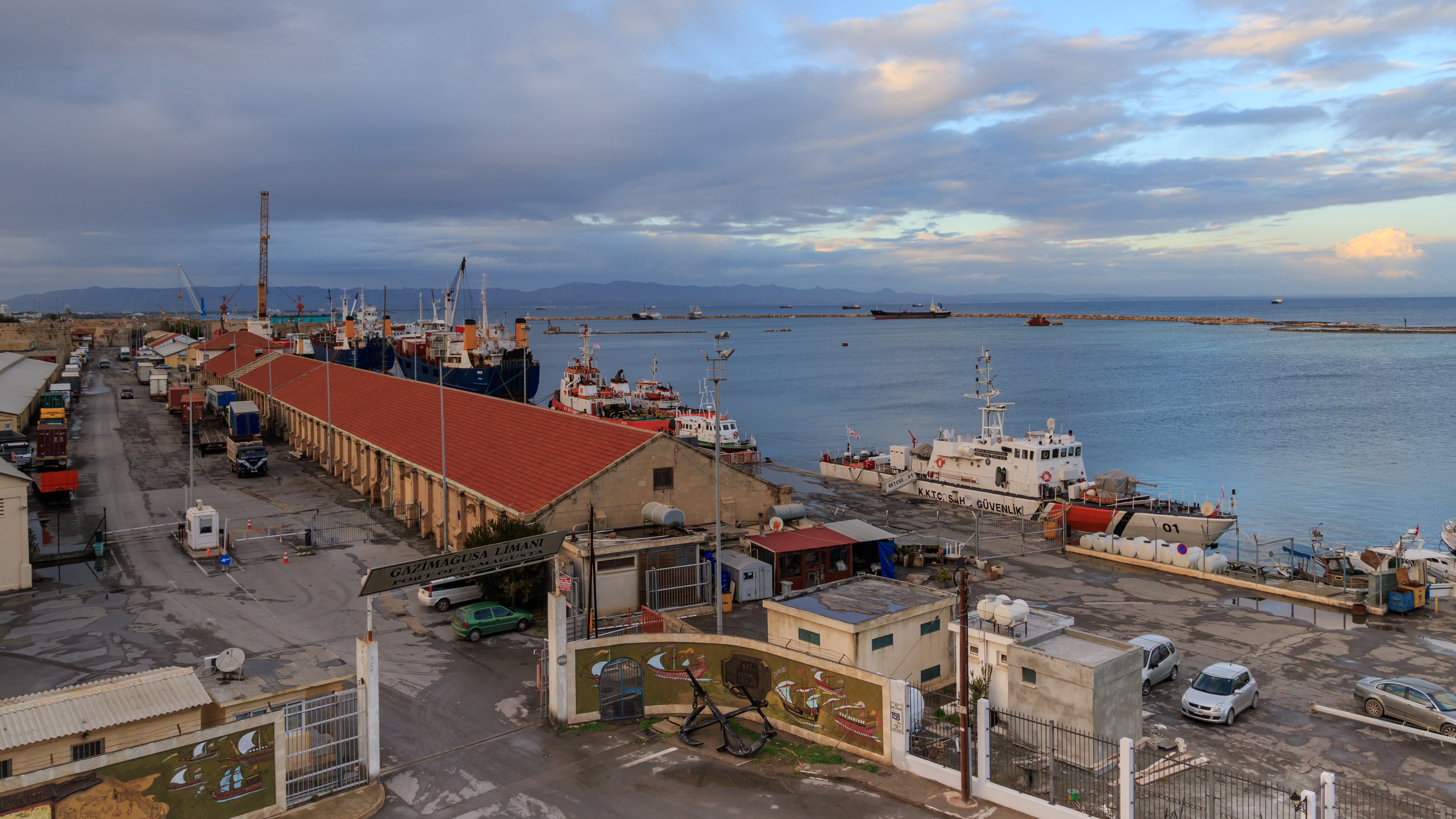
Порт Фамагусты, где действует эмбарго на международные перевозки

Северный Кипр доступен для международной связи, почтовых услуг и транспорта только через Турцию.
Полёты в международный аэропорт Эрджан на Северном Кипре возможны только через Турцию. Беспосадочные рейсы выполняются только из Турции, которая является единственной страной, признающей Северный Кипр, и все самолеты, которые летят на Северный Кипр из других стран, должны делать остановку в Турции. В 2005 году беспосадочный чартерный рейс между Азербайджаном и Северным Кипром был расценен как знаковый, а Азербайджан начал признавать паспорт турок-киприотов.
На конгрессе Всемирного почтового союза в Рио-де-Жанейро в 1979 году Республика Кипр добилась принятия декларации о том, что марки, выпущенные в ТРСК, являются недействительными.
Турки-киприоты частично могут преодолеть транспортные ограничения, получая паспорта, выданные Республикой Кипр. По словам Ребекки Брайант, специалиста по Кипру, с развитием Turkish Airlines и банкротством Cyprus Airways по состоянию на 2015 год Эрджан был загружен больше, чем международный аэропорт Ларнака, но все ещё зависел от Турции.
Однако в 2017 году количество клиентов в аэропорту Ларнаки увеличилось более чем на 400% в результате новых жёстких мер безопасности, введённых Министерством транспорта Великобритании, которые ставят под сомнение статус аэропорта и вынуждают пассажиров, путешествующих между Великобританией и Северным Кипром, высадиться со своим багажом и пройти новый контроль безопасности в Турции, чтобы сесть на новый самолет до конечного пункта назначения. По словам турецких туроператоров, «путешественники сейчас устремляются в Ларнаку, и вернуть их будет очень трудно».

## Санкции в сфере культуры и спорта

### Спорт

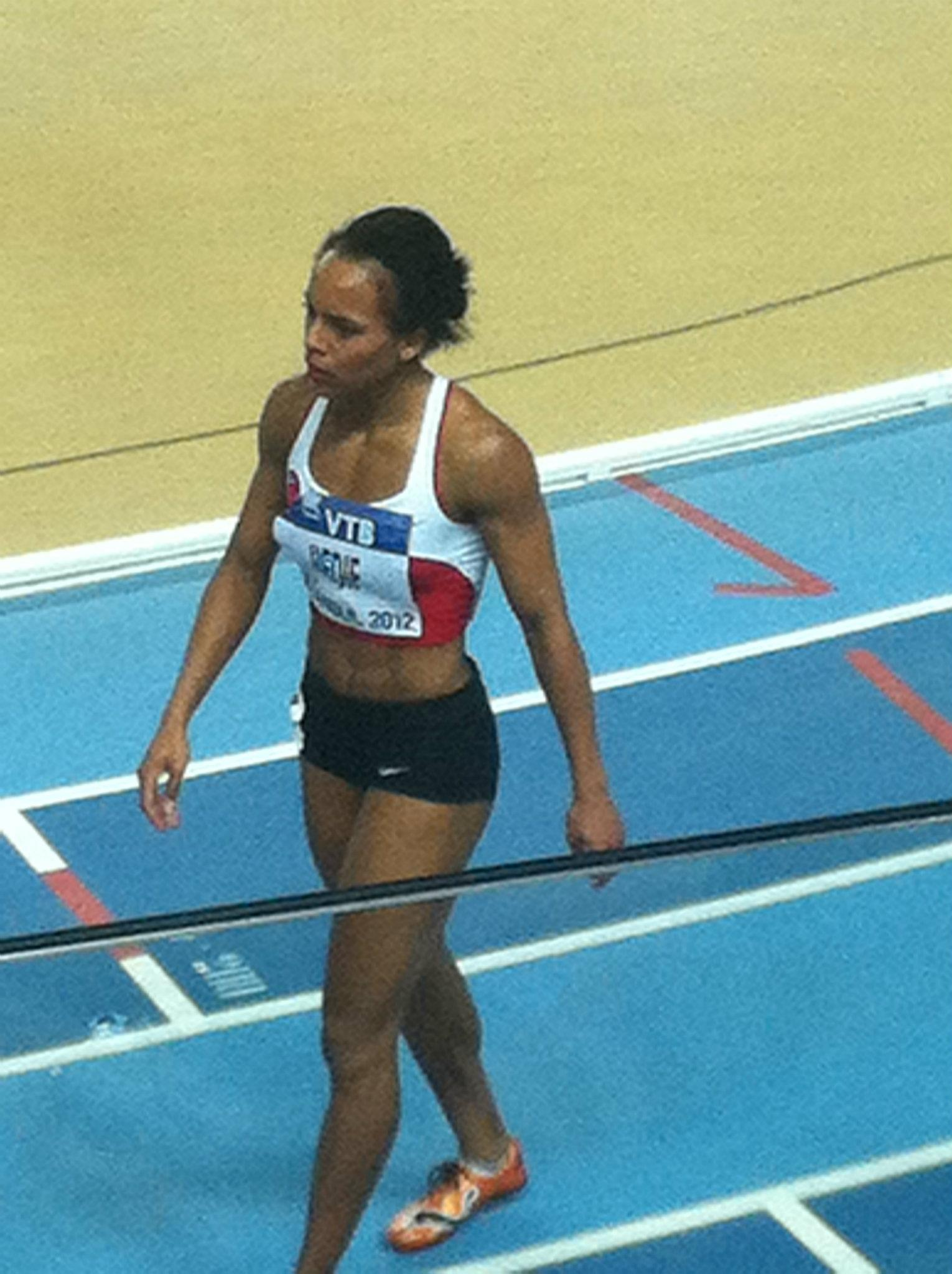
Редиф, Мелиз, первая спортсменка из ТРСК на Олимпийских играх, которая получила турецкое гражданство для того, чтобы принять участие в соревнованиях

Турки-киприоты не могут участвовать в международных спортивных соревнованиях. Международный олимпийский комитет запрещает им участвовать в Олимпийских играх в качестве независимых спортсменов под олимпийским флагом и требует от них выступать под флагом признанной страны. Мелиз Редиф, первая турчанка-киприотка, участвовавшая в Олимпиаде, таким образом, оказалась вынуждена получить турецкое гражданство, а некоторые другие спортсмены отказываются выступать за другую страну.
Команды турок-киприотов не могут участвовать в международных матчах. В первые годы после турецкого вторжения их футбольные команды имели возможность проводить международные матчи против команд из таких стран, как Турция, Саудовская Аравия, Малайзия, Ливия по причине терпимости, проявленной ФИФА по инициативе её секретаря Гельмута Кайзера. Однако после провозглашения независимости ТРСК в 1983 году команды привело к тому, что турки потеряли возможность проводить международные матчи. Национальная сборная Северного Кипра хотела сыграть матч со сборной Турции в 1984 году, но это предложение было отклонено ФИФА, а Турецкая футбольная федерация была проинформирована о том, что она столкнется с санкциями со стороны ФИФА и УЕФА, если сыграет с киприотами. В июне 1987 года Исполнительный совет ФИФА прямо запретил любые контакты между членами ФИФА и Северным Кипром.
Турецкая команда Fenerbahçe SK провела лагерь на Северном Кипре в 1990 году и планировала сыграть с местной командой, но матч не был разрешен ФИФА, которая отказалась принять Кипрско-турецкую федерацию футбола в качестве члена. На Кубке ELF, который проходил на Северном Кипре в 2006 году, ФИФА успешно оказала давление на сборную Афганистана, чтобы та не участвовала в турнире, а члены ФИФА Кыргызстан и Таджикистан вместо этого отправили свои команды по мини-футболу. Заявка ТРСК на вступление в ФИФА была снова отклонена в 2004 году после референдума по плану Аннана. В 2007 году товарищеский футбольный матч между Çetinkaya Türk SK и Luton Town FC был отменен из-за давления греков-киприотов. В 2014 году Турко-киприотская федерация футбола подала заявку на вступление в Кипрскую футбольную ассоциацию, но переговоры зашли в тупик.
Спортивная изоляция, с которой столкнулся Северный Кипр, не характерна для всех других непризнанных государств: например, в Приднестровье есть команда, которая участвует в международных соревнованиях. Северный Кипр принял участие в Совете NF, чтобы ослабить эффект международной изоляции в футболе.

### Музыка
Республика Кипр считает бизнес на севере незаконным, что препятствует проведению концертов зарубежных музыкальных групп или отдельных певцов. В 2010 году концерт Дженнифер Лопес, который должен был состояться на Северном Кипре, был отменен после обширной кампании греков-киприотов. Рианна также отменила концерт после аналогичной кампании. В 2012 году Хулио Иглесиас отменил концерт, а затем подал в суд на отель и власти ТРСК, утверждая, что его ввели в заблуждение относительно законности концерта. Тем не менее некоторые исполнители всё-таки посещают республику.
Северный Кипр также не может участвовать в конкурсе песни «Евровидение».